# Orthonecroscia mjoebergi
Orthonecroscia mjoebergi är en insektsart som beskrevs av Günther 1935. Orthonecroscia mjoebergi ingår i släktet Orthonecroscia och familjen Diapheromeridae. Inga underarter finns listade i Catalogue of Life.